# Campeonato Brasiliense de Futebol de 2010
O Campeonato Brasiliense de Futebol de 2010, também conhecido por Candangão, foi a 52ª edição do Campeonato Candango e a 35ª edição da era profissional da principal divisão do futebol no Distrito Federal. A competição, que foi organizada pela Federação Brasiliense de Futebol, foi disputada por oito times e indicou dois representantes para a Copa do Brasil 2011 e um representante para a Série D 2010.

## Fórmula de disputa
Como na edição anterior, o campeonato foi disputado em três fases. Na primeira fase, as oito equipes jogaram entre si (todos contra todos) em ida e volta, sendo que os quatro primeiros colocados avançaram para a segunda fase (quadrangular semifinal). As duas equipes com menos pontos foram rebaixadas para a Segunda Divisão em 2011.
Na segunda fase, os clubes jogaram entre si em partidas de ida e volta. Ao final os dois melhores clubes disputaram a final em jogos de ida e volta. A vantagem na segunda e terceira fase foi definida com base no índice técnico obtido na primeira fase do campeonato.

### Critérios de desempate
1. Maior número de vitórias
2. Maior saldo de gols;
3. Maior número de gols pró;
4. Confronto direto;
5. Menos cartões vermelhos;
6. Menos cartões amarelos;
7. Sorteio na Federação Brasiliense de Futebol.

## Participantes
| Equipe      | Localidade    | Títulos             |
| ----------- | ------------- | ------------------- |
| Ceilandense | Ceilândia     | 0 (não possui)      |
| Botafogo-DF | Guará         | 0 (não possui)      |
| Brasília    | Brasília      | 8 (último em 1987)  |
| Brasiliense | Taguatinga    | 6 (último em 2009)  |
| Ceilândia   | Ceilândia     | 0 (não possui)      |
| Dom Pedro   | Guará         | 0 (não possui)      |
| Gama        | Gama          | 10 (último em 2003) |
| Luziânia    | Luziânia (GO) | 0 (não possui)      |